# Yajirobe
Yajirobe is een personage uit Dragon Ball. Hij is een chagrijnig en lui personage dat zich liever verstopt dan dat hij moet vechten.
Maar toch heeft hij een rol gehad in een paar saga's.
Hij woont bij Korrin in de toren richting Kami's lookout waar ze Senzu beans kweken.
Hij heeft tijdens het gevecht vegeta alle Z-Warriors gehaald om ze te laten trainen bij Kami san.
Tijdens het gevecht tegen Nappa en Vegeta is hij aanwezig maar vecht niet mee. Wel heeft hij Vegeta's staart afgehakt met zijn zwaard toen Vegeta een Ozaru was, en heeft hij Vegeta door een zwaardhouw in de rug net lang genoeg afgeleid zodat Gohan in een Ozaru kon veranderen. Hoewel hij tegen Vegeta een sleutelrol speelt laat hij zien dat hij een lafaard is: hij durft hem slechts in de rug aan te vallen en rent hard weg wanneer de veel sterkere Vegeta hierop reageert.
Yajirobe heeft geen speciale technieken en kan ook niet vliegen.